# Peperomia pugnicaudex
Peperomia pugnicaudex är en pepparväxtart som beskrevs av Pino. Peperomia pugnicaudex ingår i släktet peperomior, och familjen pepparväxter. Inga underarter finns listade i Catalogue of Life.